# ケイ・キャット
株式会社ケイ・キャット  (K-CAT) は、大阪府枚方市に本社があった関西電力系のケーブルテレビ局である。社名は旧名京阪ケーブルテレビジョン時代からの略称に由来していた。

## 沿革
- 1989年2月22日 - 設立。
- 1989年11月6日 - 開局（HFC方式）。
- 1998年12月1日 - 関西マルチメディアサービス（現テクノロジーネットワークス）との提携により、ケーブルインターネット「ZAQ」のサービスを開始。
- 2003年4月1日 - 開局15年を記念して、社名を京阪ケーブルテレビジョンからケイキャット（K-CAT）に変更。
- 2003年11月21日 - ケイ・オプティコムと業務提携を結び、FTTH（光ファイバー）のケーブルテレビ事業「ケイ・キャットeoTV」のサービス開始。（当初は京阪沿線の寝屋川市・交野市のみで、HFC方式で提供している枚方市・八幡市・京田辺市の京阪東ローズタウン地域では提供していなかったが、後にエリア拡大。その後2005年7月1日、現在の「ケイ・キャットeo光テレビ」と名称を変え、奈良県以外の近畿圏の多くの地域にサービス提供地域を拡大する。）
- 2003年12月25日 - HFC方式での地上デジタル放送の再送信を開始。
- 2008年8月1日 - 近鉄ケーブルネットワークが担当し、奈良県と大阪府四条畷市田原地区で提供している「KCN eo光テレビ」のサービス地域でも「ケイキャットeo光テレビ」を開始し、 近畿全域でのサービスを展開。（KCNとの提携も継続。）
- 2009年5月1日 - FTTH（ケイキャットeo光テレビ）において、CSハイビジョン放送のサービスを開始。当初はオプション契約用の5チャンネルのみだが、順次ベーシックコースのチャンネルを含め拡大する。
- 2009年5月18日 - FTTHにおいて、BSデジタル放送のパススルー方式による配信を開始。
- 2010年5月 - 寝屋川市など一部を除き、HFC・FTTHとも、デジアナ変換によるアナログチャンネルでの放送配信を2011年7月 - 2015年3月まで行うと発表
- 2012年10月1日 - ケイ・オプティコム（存続会社）への吸収合併により、法人格消滅。これに伴いFTTH（光ファイバーケーブルテレビ）のサービス名称を「eo光テレビ」に統一して事実上直営化。（HFCも従来の「K-CATサービス」の名称で継続するが、後述のとおり、新規加入は9月30日受付分をもって完全締め切り。）
- 2016年3月31日 - 「HFCサービスの施設老朽化に伴い、今後の事業継続が困難」として、「K-CATサービス」「K-CAT ZAQインターネットサービス」を廃止、事実上FTTHサービス「eo光」に一本化[1]。

## 出資企業
法人消滅時
- 関西電力(91.7%)
- ケイ・オプティコム(8.3%)

かつての主要株主
- 京阪電気鉄道
- パナソニックシステムソリューションズジャパン
- きんでん
- 枚方市
- その他、枚方市内の主要企業数社

設立当初は京阪電気鉄道が筆頭株主であったが、その後の増資・他社からの株式譲渡により、関西電力が筆頭株主となった。最終的には子会社のケイ・オプティコムの保有分も含めると関電グループが100%株式を保有していた。

## 所在地
- 大阪府枚方市楠葉朝日2丁目3番10号

## サービスエリア
HFC形式=一般的なケーブルテレビ回線仕様でのサービスは京阪電鉄沿線の2府3市（下記参照）のみであったが、FTTH方式は関西電力子会社のケイ・オプティコムとタイアップ（2012年10月1日付で事実上直営化）していることにより、近畿2府4県を広域的にカバーしている。

### HFC方式
- 大阪府枚方市
- 京都府八幡市
- 京都府京田辺市（京阪東ローズタウン内のみ）
※1996年4月から京阪電気鉄道との共同運営で放送開始。（K-CATは自主放送を担当。）2007年2月に設備の譲渡を受け、単独運営となった。放送チャンネルは八幡市エリアと同一。
※なお、京阪東ローズタウン入居者は難視聴地域であるため、原則としてケイキャットのHFC放送に強制加入となる（希望者はFTTHも受信・加入することは可能）。京阪東ローズタウン#ケーブルテレビの項に詳述するので参照されたい。

### FTTH方式
- eo光テレビ・区域、同サービス対象地域参照

### 特記事項
HFCとFTTHではサービス提供事業者が異なり、HFC提供世帯はZAQ、FTTH提供世帯はeo光（ケイ・オプティコム）の回線を利用する。そのためにサービスの変更（HFCからFTTH、またはその逆のFTTHからHFC）を行う場合、現在利用しているサービスを一度解約・撤去した上で、新しく受けるサービスの設置工事をする必要があったが、ケイ・オプティコムへの法人統合に伴い、HFCサービス（K-CATサービス）の新規申し込み（FTTHからHFCへの切り替え、京阪東ローズタウンへの新規入居によるものも含む）は統合前日の2012年9月30日をもって終了となり、10月1日以後の新規申し込みはFTTHサービスのみ（HFCからFTTHへの切り替えも含む）となった。
新規申し込み廃止とされたサービスは「K-CATケーブルテレビサービス」（デジタルパーフェクト、デジタルハイパー、再送信セットトップボックス付きサービス、再送信の4コース）、「K-CAT・ZAQインターネット接続サービス」（ZAQプレミアム、ZAQレギュラー、ZAQスーパーの3コース）で、既存利用者はサービスを解約、またはFTTHへの移行をしない限りは引き続き利用することができたが、施設の老朽化などにより、今後も継続・維持してサービスを展開することが困難になったとして、2016年3月31日をもって廃止されることが決まり、上記サービスを利用している加入者は、現在ケイ・オプティコムが展開しているeo光、ないしはフレッツ（テレビに関してはフレッツ・テレビを通して提供されるスカパー!プレミアムサービス光）などの他プロバイダーへの移行が必要（希望されない場合は強制解約）となる。

## 主な放送チャンネル
HFC方式のみ掲載、FTTH方式はCSを中心にチャンネル番号・構成が異なるので、eo光テレビ#チャンネル参照。

### テレビ局
※サービス終了時点
| デジタル | 放送局                                  |
| -------- | --------------------------------------- |
| TV011    | NHK大阪総合(枚方エリアのみ)             |
| TV011    | NHK京都総合(八幡・京田辺エリアのみ)     |
| TV021    | NHK大阪Eテレ                            |
| TV031    | サンテレビ                              |
| TV041    | 毎日放送                                |
| TV051    | KBS京都                                 |
| TV061    | 朝日放送                                |
| TV071    | テレビ大阪                              |
| TV081    | 関西テレビ                              |
| TV101    | 読売テレビ                              |
| TV111    | K-CATチャンネル                         |
| TV112    | eo光チャンネル                          |
| BS101    | NHK BS                                  |
| BS141    | BS日テレ                                |
| BS151    | BS朝日                                  |
| BS161    | BS-TBS                                  |
| BS171    | BSテレ東                                |
| BS181    | BSフジ                                  |
| BS191    | WOWOW                                   |
| BS200    | スターチャンネル                        |
| BS211    | BS11イレブン                            |
| BS222    | BS12トゥエルビ                          |
| C019     | ウェザーニューズ                        |
| C050     | eo光チャンネル 3Dプラス                 |
| C205     | 放送大学テレビ                          |
| C218     | ビクトリーチャンネル                    |
| C220     | ショップチャンネル                      |
| C222     | QVC                                     |
| C242     | ジャパネットチャンネルDX                |
| C243     | ジュエリー★GSTV                         |
| C251     | 日経CNBC                                |
| C256     | テレ朝チャンネル2                       |
| C257     | CNNj                                    |
| C258     | TBS NEWS                                |
| C260     | WOWOWプラス                             |
| C261     | 映画・チャンネルNECO                    |
| C262     | シアター・テレビジョン                  |
| C265     | スペースシャワーTV                      |
| C266     | 歌謡ポップスチャンネル                  |
| C267     | 第一興商スターカラオケ                  |
| C268     | エコミュージックTV                      |
| C269     | ミュージック・ジャパンTV                |
| C270     | MTV                                     |
| C271     | ミュージック・エア                      |
| C274     | カートゥーン ネットワーク               |
| C276     | キッズステーション                      |
| C277     | 旅チャンネル                            |
| C278     | 日テレプラス ドラマ・アニメ・音楽ライブ |
| C279     | MONDO TV                                |
| C281     | 食と旅のフーディーズTV                  |
| C282     | EXスポーツ                              |
| C285     | スカイA                                 |
| C290     | TAKARAZUKA SKY STAGE                    |
| C300     | J SPORTS 3                              |
| C301     | FIGHTING TV サムライ                    |
| C302     | GAORA                                   |
| C303     | ゴルフネットワーク                      |
| C306     | J SPORTS 1                              |
| C307     | J SPORTS 2                              |
| C308     | J SPORTS 4                              |
| C309     | 日テレジータス                          |
| C310     | 衛星劇場                                |
| C312     | ムービープラス                          |
| C318     | FOXムービー                             |
| C319     | V☆パラダイス                            |
| C320     | 囲碁・将棋チャンネル                    |
| C321     | ディスカバリーチャンネル                |
| C331     | KNTV                                    |
| C360     | スーパー!ドラマTV                       |
| C361     | ファミリー劇場                          |
| C362     | ホームドラマチャンネル                  |
| C363     | TBSチャンネル1                          |
| C370     | ヒストリーチャンネル                    |
| C372     | LaLa TV                                 |
| C388     | グリーンチャンネル                      |
| C389     | グリーンチャンネル2                     |
| C390     | SPEEDチャンネル                         |
| C613     | フジテレビNEXT                          |
| C706     | ザ・シネマ                              |
| C707     | 日本映画専門チャンネル                  |
| C708     | 東映チャンネル                          |
| C709     | エキサイティング・グランプリ            |
| C717     | テレ朝チャンネル1                       |
| C718     | 時代劇専門チャンネル                    |
| C720     | エンタメ〜テレ☆シネドラバラエティ       |
| C721     | フジテレビTWO                           |
| C722     | FOX                                     |
| C724     | アニマックス                            |
| C725     | AXN                                     |
| C728     | AXNミステリー                           |
| C729     | アニメシアターX(AT-X)                   |
| C730     | ディズニー・チャンネル                  |
| C731     | MUSIC ON! TV                            |
| C732     | 100%ヒッツ!スペースシャワーTVプラス     |
| C736     | クラシカ・ジャパン                      |
| C739     | フジテレビONE                           |
| C741     | ナショナル ジオグラフィック             |
| C746     | ディズニーXD                            |
| C747     | アニマルプラネット                      |
| C749     | アジアドラマチックTV                    |
| C753     | 釣りビジョン                            |
| C759     | パチンコ★パチスロTV!                    |
| C783     | 中国テレビ★CCTV大富                     |
| C791     | KBS World                               |
| C792     | Mnet                                    |
| C900     | プレイボーイチャンネル                  |
| C901     | レインボーチャンネル                    |
| C902     | ミッドナイト・ブルー                    |
| C904     | レッドチェリー                          |
| C905     | ブルーチェリー                          |
| C913     | パラダイステレビ                        |
| C914     | チェリーボム                            |
| C915     | イエローチェリー                        |
| C916     | ダイナマイトTV                          |
| C917     | AV王                                    |

- 地上アナログ放送の終了（2011年7月24日正午）以降、2015年3月2日までは地上デジタル放送がアナログ方式に変換して配信されていた[3]。
- 地上デジタル放送はパススルー方式で配信されている。また、トランスモジュレーション方式でも配信されているが、こちらは2012年2月29日をもって終了した。
- コミュニティチャンネルである「K-CATチャンネル」と「eo光チャンネル」は、地上デジタル放送と同じ方式で放送されており、STBは不要である。
- BSデジタル放送はトランスモジュレーション方式で配信されているため、STBが必要である。
- その他の専門チャンネルはスカパー!とスカパー!e2の放送信号を使用し、リマックス方式により放送している。基本的にはスカパー!のチャンネル番号に準拠している。
- 2007年9月1日から、枚方エリアでのKBS京都（デジタル）と八幡・京田辺エリアでのテレビ大阪（デジタル）の放送が開始された。
- 2011年7月24日から、八幡・京田辺エリアでのサンテレビ（デジタル）の放送が開始された。
- HFCにおける奈良テレビ放送（091）の再送信は、アナログ・デジタルともに行われていない。
- 地上アナログ放送・NHK-BSの再送信を除くアナログサービスは、2011年3月31日をもって終了した。
- NHK-BSのアナログでの再送信は、2011年7月24日をもって終了した。（「デジアナ変換」は行われていない。）
- JC-HITSエラボサービスを利用してPPVチャンネルを提供していたが、2011年3月31日をもって終了した。
- 2012年5月9日正午より（これに先駆けて4月25日未明より試験放送中）、ケイキャット（eo光テレビを含む）では、これまでの標準画質サービスで提供していたチャンネルのうち、ハイビジョン対応で放送されるチャンネルについては全てハイビジョンへ一本化されることになった。同5月31日までは移行期間と位置づけて標準画質放送と並列配信するが、それ以後はハイビジョンのみの単独配信となった[4]。
- 読売新聞大阪本社の地方版のうち、河内版（枚方・交野など大阪府北東部エリアの概ね京阪電気鉄道・近畿日本鉄道沿線向けに配布された新聞）に、自社制作チャンネルの番組を載せていたことがあった。

### ラジオ局
| MHz  | 放送局                |
| ---- | --------------------- |
| 81.8 | NHK大阪FM             |
| 78.4 | 放送大学ラジオ        |
| 79.4 | α-station             |
| 81.0 | Kiss FM KOBE          |
| 79.0 | FM OSAKA              |
| 78.2 | FM COCOLO             |
| 78.6 | FM802                 |
| 82.2 | e-radio(滋賀県内のみ) |